# Consejo Insular de Mallorca
El Consejo Insular de Mallorca o, abreviadamente, Consejo de Mallorca (Consell Insular de Mallorca o Consell de Mallorca en catalán) es la institución de autogobierno de la isla de Mallorca, en España. Fue creado en 1978 a raíz de la aprobación del Real Decreto-Ley 18/1978, de 13 de junio, por el que se creaba el régimen preautonómico balear, e instituido oficialmente según el Estatuto de Autonomía de Baleares de 1983. Está regulado por la Ley de Consejos Insulares aprobada en 2000 por el Parlamento Balear. La institución ejerce, según las competencias, un poder legislativo (Pleno del Consejo) y ejecutivo. El pleno está compuesto por treinta y tres diputados. Este pleno se encarga de aprobar las leyes y elegir el presidente de la institución, que a su vez nombra al Consejo Ejecutivo.

## Consejo Ejecutivo
Llorenç Galmés fue investido presidente del Consejo Insular el pasado 8 de julio de 2023, gracias a los votos a favor de su partido, el PP, y también los 5 de Vox. Estos son los consejeros ejecutivos del gobierno insular, compuesto por PP y Vox:
| Consejo Ejecutivo de Mallorca                                                                       |         |                                    |                 |
| Partido político                                                                                    |         | Partido Popular                    | Partido Popular |
| Partido político                                                                                    | Vox     |                                    |                 |
| Cargo                                                                                               | Titular | Titular                            |                 |
| Presidencia del Consejo Insular                                                                     |         | Llorenç Galmés Verger              |                 |
| Vicepresidencia Primera del Consejo Insular. Departamento de Cultura y Patrimonio                   |         | Antònia Roca Bellinfante           |                 |
| Vicepresidencia Segunda del Consejo Insular. Departamento de Medio Ambiente, Medio Rural y Deportes |         | Pedro Bestard Martínez             |                 |
| Departamento de Presidencia                                                                         |         | Antonio Francisco Fuster Zanoguera |                 |
| Departamento de Hacienda y Función Pública                                                          |         | María del Pilar Bonet Escalera     |                 |
| Departamento de Bienestar Social                                                                    |         | Guillermo Sánchez Cifre            |                 |
| Departamento de Territorio, Movilidad e Infraestructuras                                            |         | Fernando Rubio Aguiló              |                 |
| Departamento de Turismo                                                                             |         | José Marcial Rodríguez Díaz        |                 |
| Departamento de Promoción Económica y Desarrollo Local                                              |         | Maria del Pilar Amate Rotger       |                 |

## Historia

### Antecedentes
Las primeras instituciones propias de gobierno de la isla de Mallorca aparecieron con la toma de la isla por la Corona de Aragón en 1229: Consejo Asesor de los Jurados, aunque se ocupaba básicamente de los problemas de la ciudad de Palma.
En 1315 el rey Sancho I creó la Universidad Foránea que representaba a todos los municipios.
A partir de 1373 se constituyó el Gran y General Consejo como órgano director de la política del Reino de Mallorca, estando formado por síndicos, la Universidad Foránea y el Consejo de Ciudad.
Con la unión dinástica entre Castilla y la Corona de Aragón se inició el reinado de la casa de los Austrias, pero se mantuvieron las instituciones (Gran y General Consejo), un ejército local y se acuñó moneda propia, hasta la aprobación del decreto de Nueva Planta.

### Creación y evolución del Consejo
Con la promulgación del Real Decreto-Ley 18/1982 (13 de junio de dicho año) por el que se creaba el régimen preautonómico balear, se instituían el Consejo General Interinsular, embrión del que nacería el Gobierno Balear, y los tres consejos insulares: Mallorca, Menorca e Ibiza y Formentera. El número de componentes, así como el modo de elección se reguló inicialmente mediante la Ley 39/1978, de 17 de julio, de elecciones locales, y el Real Decreto 119/1979, de 26 de enero. El Consejo Insular de Mallorca tendría 24 miembros los cuales serían elegidos en unas elecciones coincidentes con las locales.
Las elecciones al Consejo Insular de Mallorca se celebraron el 3 de abril de 1979. El 24 de abril se constituyó el primer Consejo Insular de Mallorca como órgano de gobierno insular. Se mantuvo este sistema hasta la entrada en vigor del Estatuto de Autonomía de las Islas Baleares en 1983. En el estatuto se definió un gobierno interinsular llamado Gobierno Balear y se mantuvieron los tres consejos insulares: Mallorca, Menorca e Ibiza y Formentera (el estatuto de autonomía de 2007 creó un consejo insular específico para Formentera), ahora ya como instituciones de la comunidad autónoma. El Estatuto hacía pasar de 24 a 30 el número de diputados. El noviembre de 1986, se aprobó la Ley Electoral de Baleares, por la que el Consejo Insular pasaba a tener los 33 diputados actuales.
Con la aprobación de la Ley de Consejos Insulares por el Parlamento Balear en 2000 se introducen innovaciones profundas, siendo la más importante la posibilidad de que el presidente del Consejo cree un Consejo Ejecutivo, que puede tener componentes que no sean miembros del Consejo Insular.
Los diputados del pleno, desde su creación y hasta el año 2003 eran elegidos de la misma candidatura presentada por cada partido a la circunscripción de Mallorca para las elecciones al Parlamento de las Islas Baleares. Es decir, había una única lista de cada formación política para las dos instituciones, si bien existía un mecanismo de renuncias que permitía a los electos pertenecer sólo a una o a la otra. A partir del año 2007, tras la aprobación del nuevo estatuto de autonomía, los ciudadanos eligen a los consejeros insulares de la institución en listas separadas de las del Parlamento.

## El edificio del Consejo
El edificio neogótico del siglo XIX, llamado Palau Reial (obra del arquitecto Joaquín Pavía) que actualmente ocupa el Consejo de Mallorca fue anteriormente la sede de la Diputación Provincial de Baleares.

## Composición
Tras las elecciones al Consejo Insular de Mallorca de 2023, el pleno está compuesto por los siguientes partidos:
- Partido Popular: 13 consejeros.
- Partido Socialista Obrero Español: 9 consejeros.
- VOX: 5 consejeros.
- Més per Mallorca: 4 consejeros.
- Proposta per les Illes: 2 consejeros.

| PSOE | PP | MÉS                                                                                          | Cs                                                                              | Unidas Podemos                                                                 | El PI                                            | Vox                                                                             | Grupo Mixto            |
| 1. Catalina Cladera Crespí 2. Andreu Alcover Ordinas 3. Javier De Juan Martín 4. Silvana González San Martín 5. Jaume Tortella Cànaves 6. Lorena Oliver Far 7. Andreu Serra Martínez 8. Maria Antònia Garcias Roig 9. Javier Pascuet De La Riva 10. Josep Lluís Colom Martínez | 1. Llorenç Galmés Verger 2. Antònia Roca Bellinfante 3. Jeroni Salom Munar 4. Raquel Sánchez Collados 5. Mauricio Rovira De Alós 6. Catalina Cirer Adrover 7. Pedro Rosselló Cerdá | 1. Isabel Busquets Hidalgo 2. Guillem Balboa Buika 3. Liniu Siquier Capó 4. Joan Llodrà Gayà | 1. Beatriz Camiña Pinos 2. Oswaldo Cifre Bordoy 3. Margalida Isabel Roig Catany | 1. Aurora Ribot Lacosta 2. Iván Sevillano Miguel 3. Magdalena Gelabert Horrach | 1. Francisca Mora Veny 2. Isabel Febrer Gelabert | 1. Pedro Bestard Martinez 2. María Cristina Macias Jaume 3. Antonio Gili Millan | 1. Pedro Soler Cladera |

## Consejeros obtenidos por partido (1979–2023)
|                                                                  | 1979 | 1983 | 1987 | 1991 | 1995 | 1999 | 2003 | 2007 | 2011 | 2015 | 2019 | 2023 |
| ---------------------------------------------------------------- | ---- | ---- | ---- | ---- | ---- | ---- | ---- | ---- | ---- | ---- | ---- | ---- |
| Partido Popular (PP)                                             | -    | 11   | 13   | -    | 16   | 16   | 16   | 16   | 19   | 10   | 7    | 13   |
| Partido Socialista Obrero Español (PSOE)                         | 6    | 11   | 11   | 11   | 8    | 8    | 9    | 11   | 10   | 7    | 10   | 9    |
| VOX (VOX)                                                        | -    | -    | -    | -    | -    | -    | -    | -    | -    | -    | 3    | 5    |
| Més per Mallorca (Més)                                           | -    | -    | -    | -    | -    | -    | -    | -    | -    | 6    | 4    | 4    |
| Proposta per les Illes (El Pi)                                   | -    | -    | -    | -    | -    | -    | -    | -    | -    | 3    | 3    | 2    |
| Ciudadanos (Cs)                                                  | -    | -    | -    | -    | -    | -    | -    | -    | -    | 2    | 3    | -    |
| Podemos (Podemos)                                                | -    | -    | -    | -    | -    | -    | -    | -    | -    | 5    | 3    | -    |
| Partit Socialista de Mallorca - Entesa Nacionalista (PSM-Entesa) | 2    | 2    | 2    | 3    | 5    | 4    | 3    | -    | 4    | -    | -    | -    |
| Bloc per Mallorca (PSM-EN. EU-EV, ESQUERRA)                      | -    | -    | -    | -    | -    | -    | -    | 3    | -    | -    | -    | -    |
| Unió Mallorquina (UM)                                            | -    | 6    | 4    | -    | 2    | 3    | 3    | 3    | -    | -    | -    | -    |
| Esquerra Unida-Esquerra Verda (EU-EV)                            | 1    | -    | -    | -    | 2    | 2    | 2    | -    | -    | -    | -    | -    |
| Partido Popular - Unió Mallorquina (PP-UM)                       | -    | -    | -    | 18   | -    | -    | -    | -    | -    | -    | -    | -    |
| Unió Independent de Mallorca (UIM)                               | -    | -    | -    | 1    | -    | -    | -    | -    | -    | -    | -    | -    |
| Unión de Centro Democrático (UCD)                                | 15   | -    | 3    | -    | -    | -    | -    | -    | -    | -    | -    | -    |
| Total                                                            | 24   | 30   | 33   | 33   | 33   | 33   | 33   | 33   | 33   | 33   | 33   | 33   |

## Presidentes
Tras la etapa preautonómica, en la que Jeroni Albertí (UM) fue el presidente del Consejo, siguieron en la etapa autonómica nueve presidencias hasta la actualidad:
| N.º | Nombre                  | Inicio                   | Fin                      | Partido |
| --- | ----------------------- | ------------------------ | ------------------------ | ------- |
| 1.  | Jeroni Albertí          | 24 de junio de 1979      | 27 de septiembre de 1982 | UCD     |
| 2.  | Maximiliano Morales     | 27 de septiembre de 1982 | 23 de junio de 1983      | UCD     |
| 3.  | Jeroni Albertí          | 23 de junio de 1983      | 16 de junio de 1987      | UM      |
| 4.  | Joan Verger             | 16 de junio de 1987      | 7 de julio de 1995       | PP      |
| 5.  | Maria Antònia Munar     | 7 de julio de 1995       | 29 de junio de 2007      | UM      |
| 6.  | Francina Armengol       | 7 de julio de 2007       | 14 de junio de 2011      | PSOE    |
| 7.  | María Salom             | 14 de junio de 2011      | 4 de julio de 2015       | PP      |
| 8.  | Miquel Ensenyat         | 4 de julio de 2015       | 6 de julio de 2019       | Més     |
| 9.  | Catalina Cladera Crespí | 6 de julio de 2019       | 9 de julio de 2023       | PSOE    |
| 10. | Llorenç Galmés          | 9 de julio de 2023       | En el cargo              | PP      |